# Benoît David

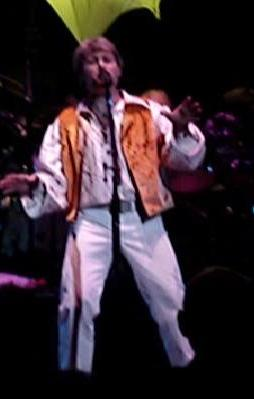
Benoît David

Benoît David (Montreal, 19 april 1966) is een Canadees zanger en gitarist, die in eerste instantie bekend werd als zanger van Close to the Edge, een Yes-tributeband. David heeft vanaf november 2008 de door ademhalingsproblemen geteisterde Jon Anderson vervangen als leadzanger van Yes, tijdens hun tournee "In the Present".
David ging met Chris Squire, Steve Howe en Alan White door de Verenigde Staten toeren. Hij werd ontdekt door Squire, die in David de mogelijkheid zag de tournee "In the Present" alsnog van start te laten gaan na het annuleren wegens ziekte door Jon Anderson. De beslissing van Yes viel bij Jon Anderson overigens niet echt goed, op zijn website zegt Anderson "teleurgesteld te zijn en respectloos te zijn behandeld".
In 2011 verscheen Fly from here, het eerste Yes-album met David als zanger. In juni 2012 was David plotseling ook weer verdwenen van de Yes-internetsite. Net als Jon Anderson kampt David met stemproblemen, waardoor de geplande tournee "YES" wederom niet kan doorgaan.